# تری‌بوتیل‌تین هیدرید
تری‌بوتیل‌تین هیدرید (به انگلیسی: Tributyltin hydride) با فرمول شیمیایی SnC
۱۲H

ساختار شیمیایی تری‌بوتیل‌تین هیدرید

۲۸ یک ترکیب شیمیایی با شناسه پاب‌کم ۵۹۴۸ است. که جرم مولی آن 291.06 g mol-۱ می‌باشد.